# Composto organolítio
Um composto organolítio ou reagente organolítio é um composto organometálico com uma ligação direta entre um átomo de carbono e um átomo de lítio. Devido  a natureza eletropositivo do lítio colocar a maior parte da densidade de carga da ligação no átomo de carbono, de forma eficaz a criar um carbânion, os compostos organolítio são bases e nucleófilos extremamente potentes. Para utilização como bases, butil-lítios são frequentemente utilizados e são disponíveis comercialmente, como o N-butil lítio.

## Produção
Os reagentes de organolítio são industrialmente preparados pela reação de um halogeno-hidrocarboneto com lítio metálico, isto é. RX + 2 Li → R-Li + LiX 1 Uma reação secundária desta síntese, especialmente iodetos de alquilo, é a reação de Wurtz , em que uma espécie R-Li reage com espécies RX formação de um produto de RR. Esta reação secundária pode ser evitada quase completamente utilizando cloretos ou brometos .

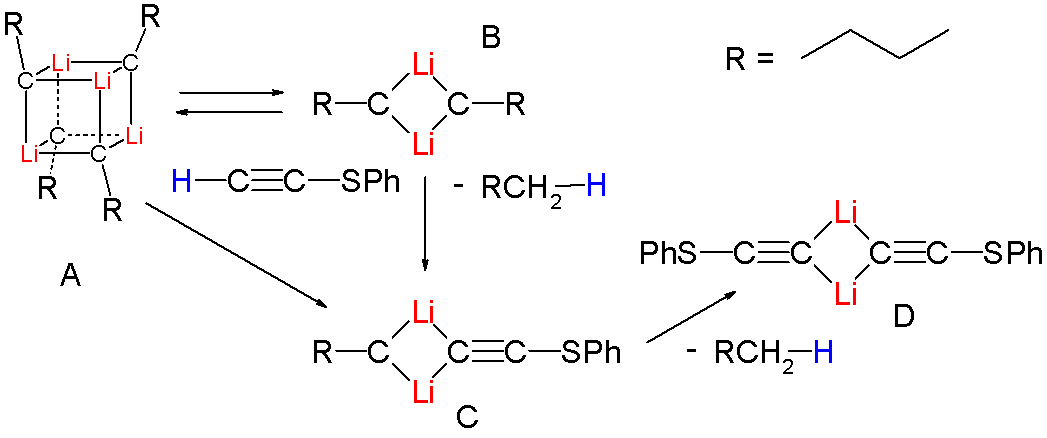
Agregados de organolitio. Jones, 2007.

Um segundo método é a reação de um halogeneto de alquila ou aril-alquilo e um sal de sulfureto de anião radical de lítio como naphthalide lítio. Estes aniões radicais podem ser preparados pela redução de um sistema aromático tal como o naftaleno com lítio metálico. À medida que a redução biológica de halogenetos de alquilo é muito mais rápida com o radical anião que por reação direta com lítio metálico, esta reação permite a síntese de um grande número de compostos de organo-lítio exóticos.

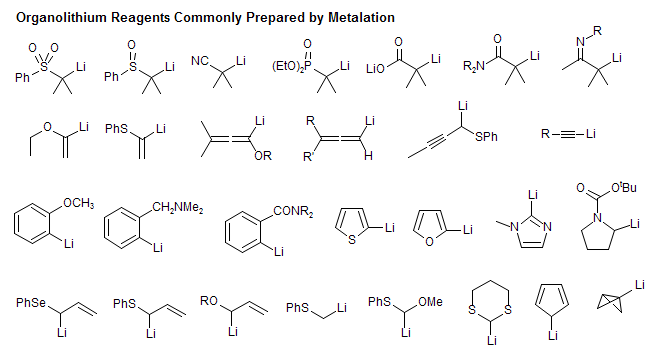
Ejemplos de compuestos de organolitio.

Um terceiro método envolve a permuta metal-halogénio entre um composto de halogeneto orgânico (geralmente, um iodeto ou brometo) e uma espécie de organolítio (geralmente n-butil-lítio, n - BuLi, sec - butil-lítio, s - BuLi, ou terc -butil-lítio, t - BuLi). Uma vez que esta é uma reação em equilíbrio, a reação é bem sucedida se o reagente de lítio formado tem um reagente mais estável carbanion lítio inicial. Este método é frequentemente utilizado para preparar reagentes vinillitio, aril-lítio e alquillítio primária e é especialmente valioso para a preparação de reagentes de lítio funcionalizados, onde as condições drásticas necessárias para a reação com lítio metálico deve ser evitada.
Um quarto método é uma troca, desta vez entre um composto de organolítio e um outro composto organometálico. Esta é uma reação em que o metal (de lítio) extremidade mais electropositivo ligado ao gupo orgânico mais eletronegativo, novamente. Um exemplo é a síntese de vinillitio de tetravinyltin e fenil-lítio. O vinillitio é muito difícil de preparar por outros métodos.
Um quinto método é a desprotonação de um composto orgânico com espécies de organo-lítio, de uma reação ácido-base.